# Follow Me Home (album)
Follow Me Home is het eerste studioalbum van rapper Jay Rock. Het werd uitgebracht op 26 juli 2011 en bevat onder meer de singles "All My Life (In the Ghetto)" en "Hood Gone Love It". Bekende artiesten als Kendrick Lamar, Chris Brown en will.i.am werkten aan het album mee. Verder heeft ook Jay Rocks hiphopformatie Black Hippy een nummer op het album.

## Nummers
| Nr. | Titel                                                       | Schrijver(s)                                                                         | Producent(en)         | Duur |
| --- | ----------------------------------------------------------- | ------------------------------------------------------------------------------------ | --------------------- | ---- |
| 1.  | "Intro (Skit)"                                              | Johnny McKinzie · Mark Spears                                                        | Sounwave              | 1:03 |
| 2.  | "Code Red"                                                  | McKinzie                                                                             | Phonix Beats          | 2:45 |
| 3.  | "Bout That"                                                 | McKinzie · Bernard Edwards, Jr.                                                      | Focus...              | 3:56 |
| 4.  | "No Joke" (feat. Ab-Soul)                                   | McKinzie · Herbert Stevens · Willie Brown                                            | Willie B              | 4:20 |
| 5.  | "Hood Gone Love It" (feat. Kendrick Lamar)                  | McKinzie · Erik Ortiz · Kevin Crowe · Kendrick Duckworth                             | J.U.S.T.I.C.E. League | 4:05 |
| 6.  | "Westside" (feat. Chris Brown)                              | McKinzie · Christopher Whitacre · Justin Henderson                                   | Tha Bizness           | 3:38 |
| 7.  | "Elbows"                                                    | McKinzie                                                                             | Phonix Beats          | 4:14 |
| 8.  | "Boomerang"                                                 | McKinzie                                                                             | J. LBS                | 3:25 |
| 9.  | "All I Know Is"                                             | McKinzie · Brown                                                                     | Willie B              | 3:41 |
| 10. | "I'm Thuggin'"                                              | McKinzie · Brown                                                                     | Willie B              | 4:33 |
| 11. | "Kill or Be Killed" (feat. Tech N9ne & Krizz Kaliko)        | McKinzie · Aaron Yates · Samuel Watson · Brown                                       | Willie B              | 4:10 |
| 12. | "Just Like Me" (feat. J. Black)                             | McKinzie · Jeret Griffin-Black · Terrace Martin                                      | Terrace Martin        | 3:42 |
| 13. | "Say Wassup" (feat. Black Hippy)                            | McKinzie · Duckworth · Stevens · Quincy Hanley                                       | Dae One               | 4:23 |
| 14. | "They Be on It"                                             | McKinzie                                                                             | Keith the Beast       | 5:06 |
| 15. | "M.O.N.E.Y." (feat. J. Black)                               | McKinzie · Griffin-Black · Martin                                                    | Terrace Martin        | 4:42 |
| 16. | "Finest Hour" (feat. Rick Ross & BJ the Chicago Kid)        | McKinzie · Ortiz · William Roberts · Bryan Sledge                                    | J.U.S.T.I.C.E. League | 4:01 |
| 17. | "Life's a Gamble"                                           | McKinzie · Robert Rodriguez                                                          | Rob E                 | 3:27 |
| 18. | "All My Life (In the Ghetto)" (feat. Lil Wayne & will.i.am) | McKinzie · Andre Lyon · Dwayne Carter, Jr. · Marcello Valenzano · William Adams, Jr. | Cool & Dre            | 3:46 |